# Katolicsanszki katekizmus za solare
Katolicsanszki katekizmus za solare (Katoliški katekizem za šolare) je rimskokatoliški šolski katekizem, ki ga je v prekmurščini leta 1909 napisal bogojinski župnik Ivan Baša. V istem letu je izhajala druga izdaja katekizma Jožefa Sakoviča: Katolicsanszki katekizmus z glávnimi zgodbami biblije, ki ima tudi kratke odlomke iz Svetega pisma. Oba dva katekizma sta bila izbrana, naj novi katekizem zagotovita za ogrske Slovence, ker stari prekmurski katekizem Mikloša Küzmiča je bil v 20. stoletju že zastaran.
Katolicsanszki katekizmus je izšel v Budimpešti, pri Družbi Svetega Štefana in pravzaprav za tretjega in petega ljudskošolskega razreda je bil napisan. Še trikrat je bil ponatisnjen, dokler Sakovičev katekizem za prvega in drugega. Ima tri izdaje (1909, 1913, 1943). Leta 1943 so ga prevrednoli za tretjega in šestega razreda.
B) Od apostolszkoga verevadlüvánja.

14. Vu sterom verevadlüvánji je na kráci vaze ono, ka vervati moremo?

Vsze ono, ka vervati moremo, je na kráci vu apostolszkom verevadlüvánji.

15. Kak je apostolsko verevadlüvanje?

Jasz verjem vu ednom Bogi, Ocso vszamogocsem, Sztvoriteli nébe i zemle. – I vu Jezusi Krisztusi, Szini njegovom jedinom, Goszpodi Nasem. Ki sze je poprijao od Düha Szvétoga, porodo sze je od device Marie. – Moko je trpo pod Pontius Pilátusom, raszpet je, vmro je i pokopan je. – Sztopo je dol na pekle, na tretji den je od mrtvih gorsztano. Sztopo je vu nebésza, szedi na desznici Boga Ocsé vszamogocsega. Odnet pride szodit zsive i mrtve. – Verjem vu szvétom Dühi. Szvéto katolicsanszki krscsanszko Matercérkev. Szvécov obcsinsztvo. Grehov odpüscsanje. Tê gorsztanenje. Zsitek vekivecsni. Amen.

- Eto verevadlüvanje za apostolszko zovémo, ár iz csasza apostolov k nam zhája. Za verevadlüvánje je pa záto právimo, ár katolicsanszki krscsenik sz tem vadlüje szvojo vero.

Baša je leta 1926 napisal s slovenskim črkopisom Katoličanski katekizmus, ampak to je drugačno delo kot Katolicsanszki katekizmus za solare.